# 河婆塔
河婆塔，位于中国广东省揭阳市揭西县河婆镇，为揭西县的一个县级文物保护单位，类型为古建筑，公布时间为1984年。
河婆塔的历史年代为清代。